# Eleonora Cortini
Eleonora Cortini (Trieste, 14 gennaio 1992) è un personaggio televisivo e showgirl italiana.

## Biografia
Debutta sul circuito regionale toscano e del digitale terrestre dove nel 2009 vince la rassegna Il futuro? È uno show nella categoria presentatrici e show girl; l'anno successivo è proprio lei a presentare la rassegna e varie serate a livello toscano.
Tra il 2010 e il 2011, sempre sul circuito regionale toscano e del digitale terrestre, presenta Balla che ti passa con Gaetano Gennai. In questo periodo si diploma al liceo scientifico a Borgo San Lorenzo; comune in cui, nel frattempo, la famiglia (di origine toscana) si era trasferita. Nel 2011 recita nel film 10 ragazze, per la regia Tessa Bernardi, nel ruolo di Luisa, una delle ragazze protagoniste del film.
Dal 2011 al 2017 ha preso parte come "professoressa" a L'eredità, programma condotto da Carlo Conti a staffetta con Fabrizio Frizzi su Rai 1. Inoltre il 24 ottobre 2011 è una delle identità nascoste dei Soliti ignoti - Identità nascoste, programma condotto da Fabrizio Frizzi su Rai 1, proprio con l'identità "professoressa a L'eredità". In questi anni inizia a realizzare varie pubblicità, attività svolta tuttora, alcune delle quali realizzate insieme a Laura Forgia.
L'eredità viene premiata con il Premio TV - Premio regia televisiva nel 2012, nel 2013 e nel 2014, tutte e tre le volte il premio viene ritirato da Carlo Conti con Eleonora Cortini, Laura Forgia, Ludovica Caramis e Francesca Fichera. Nell'autunno dello stesso anno prende parte alla quarta edizione del talent show Tale e quale show, programma condotto da Carlo Conti su Rai 1, dove interpreta Melanie C delle Spice Girls, gli altri membri del gruppo sono interpretati dalle altre "professoresse" (Laura Forgia, Ludovica Caramis e Francesca Fichera) e Gabriele Cirilli; il gruppo interpreta Wannabe.
Nel 2015 partecipa insieme a Laura Forgia (una delle sue migliori amiche e collega di lavoro con cui ha diviso per un periodo casa a Roma), formando la coppia de "Le professoresse", al reality show di Rai 2, condotto da Costantino della Gherardesca, Pechino Express - Il nuovo mondo ambientato in Sudamerica. La coppia giunge in finale classificandosi quarta. Sempre nello stesso anno è nel cast del cortometraggio di Dino Fedele Malizia e passione, presentato in occasione del Festival del cinema di Salerno.
Nel 2016 gestisce insieme a Laura Forgia il canale A casa delle proff, canale, da loro fondato su ToTape, in cui raccontano la vita di tutti i giorni a casa loro o quando sono al lavoro o escono. Terminata l'esperienza come professoressa de L'eredità, dal 1º giugno 2017 conduce su Radio Fiesole100, tutti i giorni dalle 15 alle 17, il programma musicale Milkshake insieme a Veronica Maffei. Dal 2018 al 2019 ricopre il ruolo di inviata per il programma di Rai 2 Mezzogiorno in famiglia.

## Televisione
- Il futuro? È uno show (circuito regionale toscano e del digitale terrestre, 2009) - vincitrice rassegna
- Il futuro? È uno show (circuito regionale toscano e del digitale terrestre, 2010) - presentatrice
- Balla che ti passa (circuito regionale toscano e del digitale terrestre, 2010-2011) - co-presentatrice
- L'eredità (Rai 1, 2011-2017) - una delle "professoresse"
- Soliti ignoti - Identità nascoste (Rai 1, 2011) - identità nascosta: "professoressa a L'eredità"
- Tale e quale show (Rai 1, 2014) - interpreta Melanie C delle Spice Girls insieme alle altre "professoresse" e Gabriele Cirilli
- Pechino Express - Il nuovo mondo (Rai 2, 2015) - finalista (quarta classificata insieme a Laura Forgia con cui forma la coppia de "Le professoresse")
- Sbandati (Rai 2, 2018) - opinionista
- Mezzogiorno in famiglia (Rai 2, 2018-2019) - inviata

## Filmografia
- 10 ragazze, regia di Tessa Bernardi (2011)
- Malizia e passione, regia di Dino Fedele - cortometraggio (2015)

## Altre attività
- 2016 - A casa delle proff: canale ToTape fondato e gestito con Laura Forgia[20][21]